# Orø

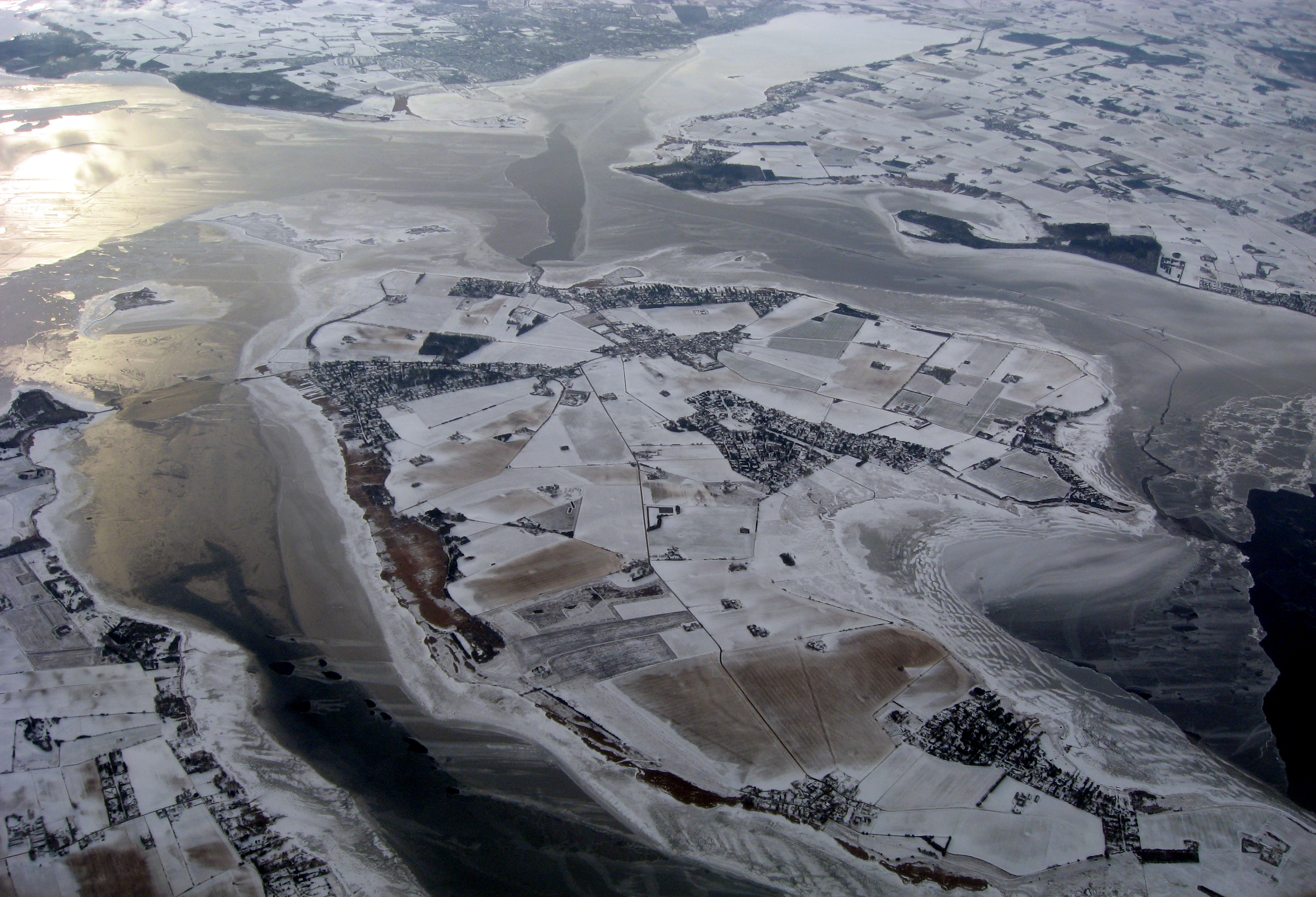
Orø, le 1er janvier 2010

Orø est une petite île au Danemark, d'une surface totale de 14 km2 pour 906 habitants.
Administrativement l'île appartient à la municipalité d'Holbæk.